# Penicillium hirsutum
Penicíllium hirsútum (лат.) (ранее — пеници́лл щитконо́сный, лат. Penicíllium corymbíferum) — вид несовершенных грибов (телеоморфная стадия неизвестна), относящийся к роду Пеницилл (Penicillium). Типовой вид секции Fasciculata.

## Описание
Колонии на агаре Чапека быстрорастущие, достигающие диаметра 2—3 см за 7 дней, в краевой части нередко концентрически-зонистые, обильно спороносящие, у свежих изолятов с хорошо выраженными коремиями, при повторном культивировании — скорее бархатистые. Вегетативный мицелий жёлтый (но по краям колоний — белый), окраска спороношения зелёная; у свежих изолятов образуются капли коричневатого экссудата. Реверс жёлто-коричневый до красновато-коричневого. Запах очень резкий, неприятный (изобутанол, изопентанол). На CYA колонии на 7-е сутки 2—4,5 см в диаметре, пучковатые до зернистых, с жёлтым до оранжево-коричневого реверсом, иногда с жёлто-коричневым до коричневого растворимым пигментом. На агаре с солодовым экстрактом (MEA) колонии обычно зернистые до коремиеобразующих, со среднеобильным спороношением. Колонии на агаре с дрожжевым экстрактом и сахарозой (YES) 4—5,5 см в диаметре на 7-е сутки, с жёлтым или кремово-жёлтым реверсом. При 37 °C рост отсутствует.
Конидиеносцы трёхъярусные с примесью четырёхъярусных, шероховатые, с расходящимися веточками, 100—500 мкм длиной и 3,2—4 мкм толщиной, с прижатыми элементами. Метулы цилиндрические, 7,5—13 мкм длиной и 3,2—4 мкм толщиной, часто шероховатые. Фиалиды цилиндрические, с отчетливо выраженной узкой шейкой, 8—12 × 2,4—3,2 мкм. Конидии шаровидные или почти шаровидные, гладкостенные, 2,2—3,8 мкм в диаметре.

### Отличия от близких видов
Определяется по толстым пучковатым до коремиеобразующих колониям с зелёным спороношением без голубоватых тонов и жёлтым мицелием, с крупными кисточками конидиеносцев.
Отличается от Penicillium albocoremium, Penicillium radicicola и Penicillium tulipae бледно-жёлтой окраской мицелия, наиболее заметной на агаре с солодовым экстрактом (MEA) и овсяном агаре (OAT).

## Экология и значение
Встречается на корнях и луковицах различных растений, чаще всего — клубнелуковичных (шафран, ирис).
Продуцент рокфортина C и террестровой кислоты. Может поражать луковицы садовых и овощных растений.

## Таксономия
Penicillium hirsutum Dierckx, Ann. Soc. Sci. Bruxelles 25 (1): 89 (1901).

### Синонимы
- Penicillium corymbiferum Westling, 1911
- Penicillium hispalense C.Ramírez & A.T.Martínez, 1981
- Penicillium verrucosum var. corymbiferum (Westling) Samson et al., 1976